# Pocchettino
Pocchettino è una frazione di 31 abitanti del comune di Carmagnola, nella città metropolitana di Torino. La frazione è posta a 237 m s.l.m.

## Geografia antropica
La frazione dista poco più di 4 km dal capoluogo comunale ed è raggiungibile, da Carmagnola, percorrendo la SS 20 e proseguiendo per circa 3 km, poi svoltare a destra su Via Pocchettino e proseguire per un altro chilometro.

## Storia
Nei pressi del borgo esisteva un tempo un traghetto che permetteva di attraversare il Po.
Nel 1799 la borgata fu teatro di un sanguinoso scontro tra le truppe francesi che occupavano il Piemonte e un folto gruppo di contadini, che si erano armati e che presero prigionieri oltre settanta soldati nemici.
Il cascinale di Pocchettino dal 1868 dipende dalla parrocchia di Salsasio. In precedenza appartenente al comune di Villastellone,  nel 1897 passò a quello di Carmagnola.